# Peugeot 504
Der Peugeot 504 war eine Pkw-Reihe der oberen Mittelklasse des französischen Herstellers Peugeot, die in Sochaux zwischen Sommer 1968 und Ende 1983 hergestellt wurde, wobei der Pick-up noch bis Ende 1993 vom Band lief. Der Wagen wurde verschiedentlich als Lizenzbau produziert, zuletzt noch bis Dezember 2005 in Nigeria.
Die Karosserie wurde von dem italienischen Designstudio Pininfarina entworfen; verantwortlicher Designer der Limousine war Aldo Brovarone, Cabrio und Coupé wurden von Sergio Pininfarina entworfen. Die Limousine wurde zum Auto des Jahres 1969 gewählt.
Am 19. September 1968 wurde der 504 zunächst als viertürige Stufenhecklimousine vorgestellt. Später kamen ein zweitüriges Coupé, ein Cabriolet sowie ein Kombi hinzu. Außerdem wurde eine Pick-up-Version des 504 angeboten, ein Fahrzeug mit einem Führerhaus für drei Personen und einer Ladefläche, sowie ein Fahrgestell mit Fahrerhaus.
Insgesamt wurden 3.711.556 Exemplare gebaut; bei Peugeot kamen nur die Kleinwagen 205 und 206 auf größere Stückzahlen.

## Modellgeschichte

### Limousine

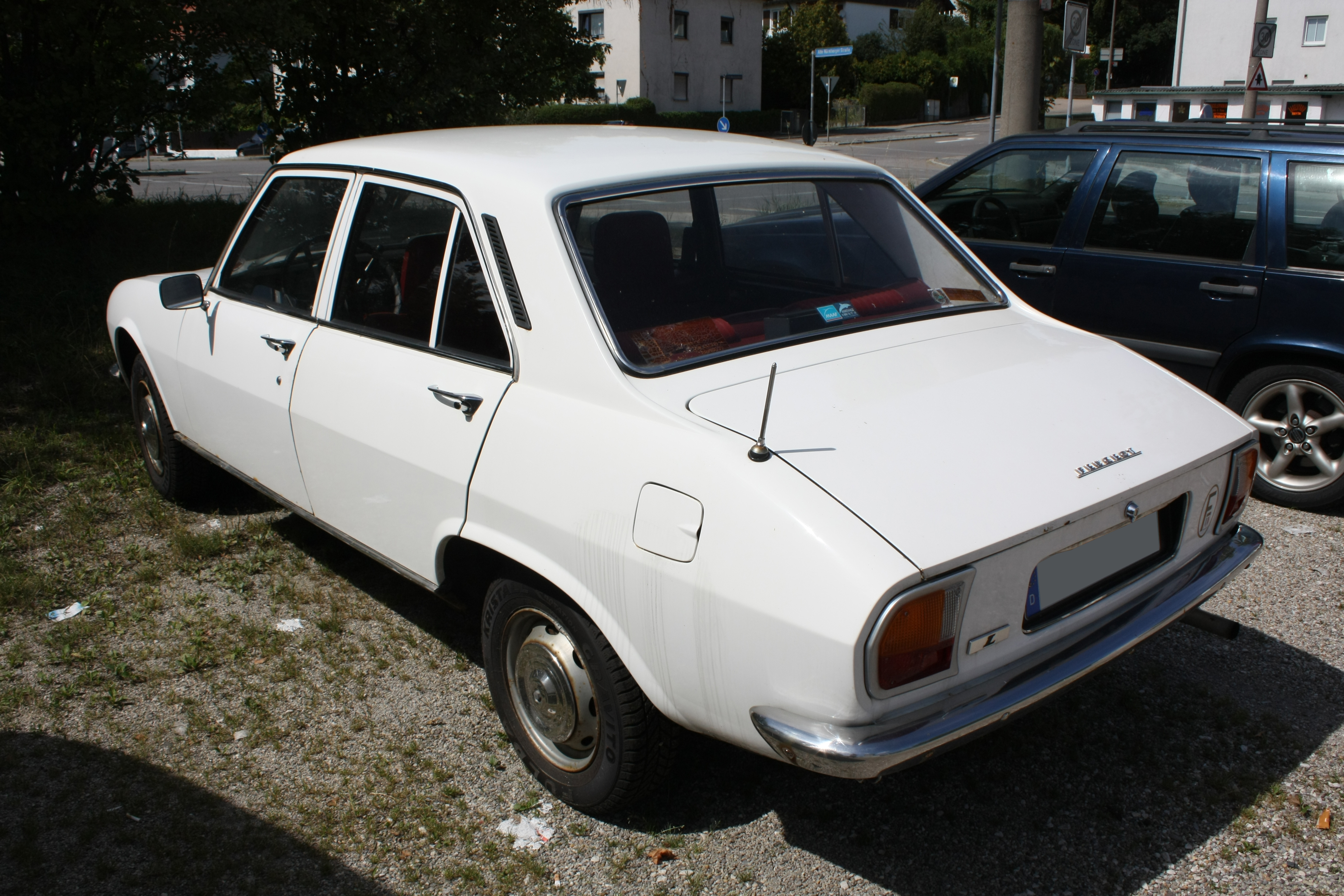
Heckansicht

Der Peugeot 504 war eine Neukonstruktion mit Hinterradantrieb, Einzelradaufhängung und Scheibenbremsen an allen vier Rädern. Hinten gibt es eine Schräglenkerachse. Die Lenker werden von Lagerböcken aufgenommen, die am Wagenkörper verschraubt sind. Die Vorderachsaufhängung besteht aus MacPherson-Federbeinen mit Quer- und Schräglenkern, die jeweils gelenkig miteinander verbunden sind und innenseitig an zwei Querträgern lagern. Diese Querträger sind mit Längsträgern der Bodengruppe verschraubt, wobei der vordere einen Torsionsstabilisator und den Kühler hält sowie als Wagenheberaufnahme dient, während der hintere (mit der Achse fluchtende) Querträger die Motorlagerung und das Lenkgetriebe trägt. An der Hinterachse finden sich Feder-Dämpfer-Einheiten und auch ein Torsionsstabilisator, insgesamt ergab sich eine weiche Federung bei straffer Dämpfung. Allerdings war das Fahrwerk nicht wartungsfrei, sondern alle 5000 km abzuschmieren. Zahnstangenlenkung und einkreisige Servo-Scheibenbremsanlage mit Bremskraftregler und waren weitere Merkmale des Fahrwerks.
Zunächst wurde der Wagen mit dem weiterentwickelten 1,8-Liter-Motor des Peugeot 404 angeboten, der in halbliegender Bauweise eine nach vorn abfallende Motorhaube ermöglichte. Neben der herkömmlichen Gemischaufbereitung mittels Vergaser wurde auch eine mechanische Kugelfischer-Einspritzung angeboten. Die Einspritzpumpe wird von der steuerkettengetriebenen Nockenwelle über einen Zahnriemen aus Rilsan, ein Polyamid, angetrieben. Wechsel- und Achsgetriebe sind durch ein Rohr fest miteinander verbunden. Die Einspritzmodelle trugen die Bezeichnung „Injection“. Im Oktober 1970 wurde der 1,8-Liter-Motor des 504 zu einem 2,0-l-Motor aufgebohrt, dieser erreichte nun mit 69 kW (93 PS). Die Ausführung mit Einspritzung erreichte nun 104 PS. Die Leistung wurde bei ausgekuppeltem Lüfterrad gemessen, mit eingeschaltetem Lüfter lag sie um 6 bis 7 PS niedriger. Ab 1971 war auch ein 2,1-l-Wirbelkammer-Dieselmotor mit 65 PS erhältlich.
Die Limousinen hatten einen Radstand von 2,74 m und waren 4,49 m lang, 1,69 m breit und 1,46 m hoch.
1973 erschien als Reaktion auf die Ölpreiskrise der 504 „L“ mit dem 1,8-Liter-Motor und einer starren Deichselachse mit Panhardstab aus dem Peugeot 404. Diese Version hatte ein vereinfachtes Armaturenbrett, und der Motor begnügte sich mit Normal- statt Super-Kraftstoff. Die 2-Liter-Vergaserversionen der Limousine trugen ab 1973 das Buchstabenkürzel „GL“, die Einspritzversion hieß „TI“. Beide hatten nun den Schalthebel auf dem Mitteltunnel, während der 504 L Lenkradschaltung behielt.

### Kombi
Im April 1971 erschienen drei Kombiversionen mit auf 2,9 m verlängertem Radstand und beidseitig doppelten Schraubenfedern an der Hinterachse („Break“, „Commerciale“ und der sieben- bis achtsitzige „Familiale“), die jeweils auf 640 kg Zuladung ausgelegt waren. Ab Herbst 1971 war auch ein Krankenwagen-Sonderumbau erhältlich. Die Kombis waren 4,8 m lang, 1,69 m breit und 1,55 m hoch.

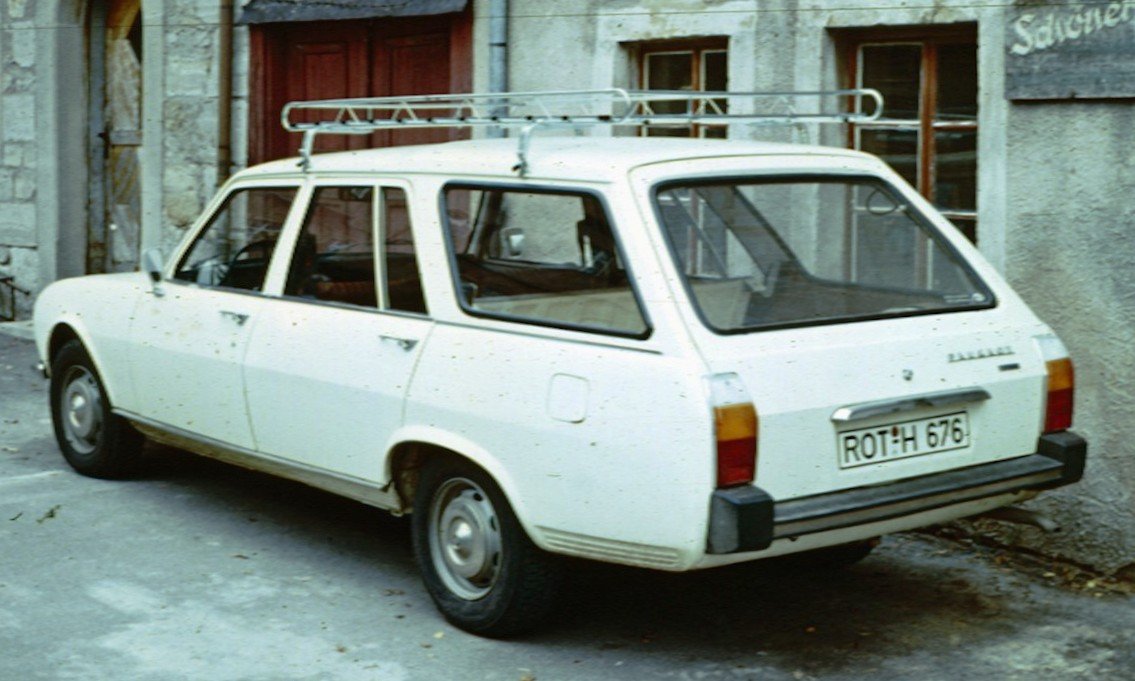
Peugeot 504 Commerciale (1971–1975)

### Modellpflege
Ab Juli 1975 wurde die sogenannte „zweite Serie“ des Peugeot 504 angeboten. Auffälligste Merkmale dieser Serie waren die nun in die Karosserie eingelassenen Türgriffe sowie ein überarbeitetes Armaturenbrett mit einem moderneren Lenkrad. Die „TI“-Limousinen der Baujahre 1976 und 1977, die in die Bundesrepublik Deutschland ausgeliefert wurden, waren serienmäßig mit den Doppelscheinwerfern der US-Exportmodelle ausgestattet. Lediglich im Modelljahr 1977 waren alle Limousinen- und Kombivarianten mit Lufteinlässen unterhalb des Kühlergrills versehen.

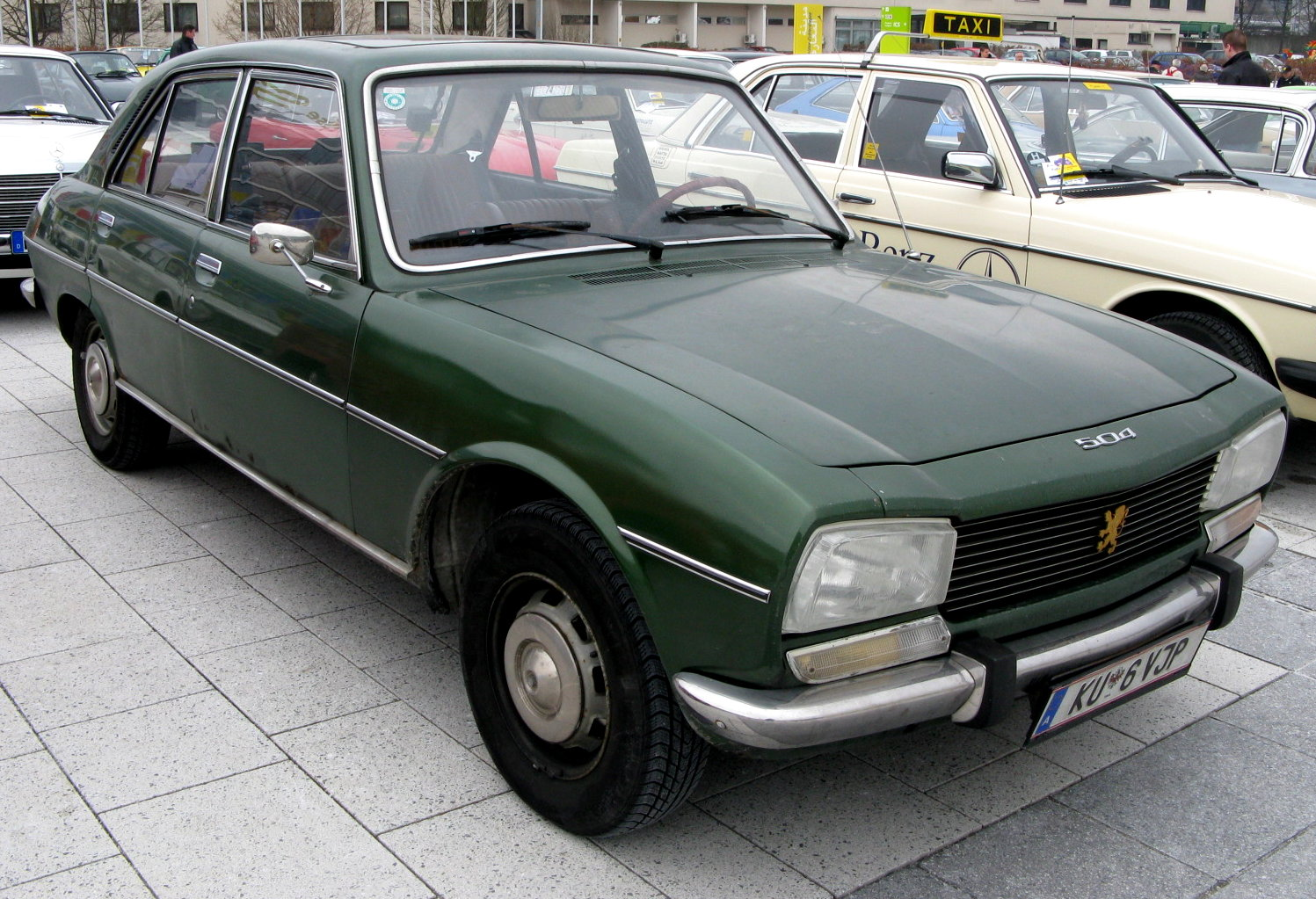
Peugeot 504 Limousine (1975–1977)
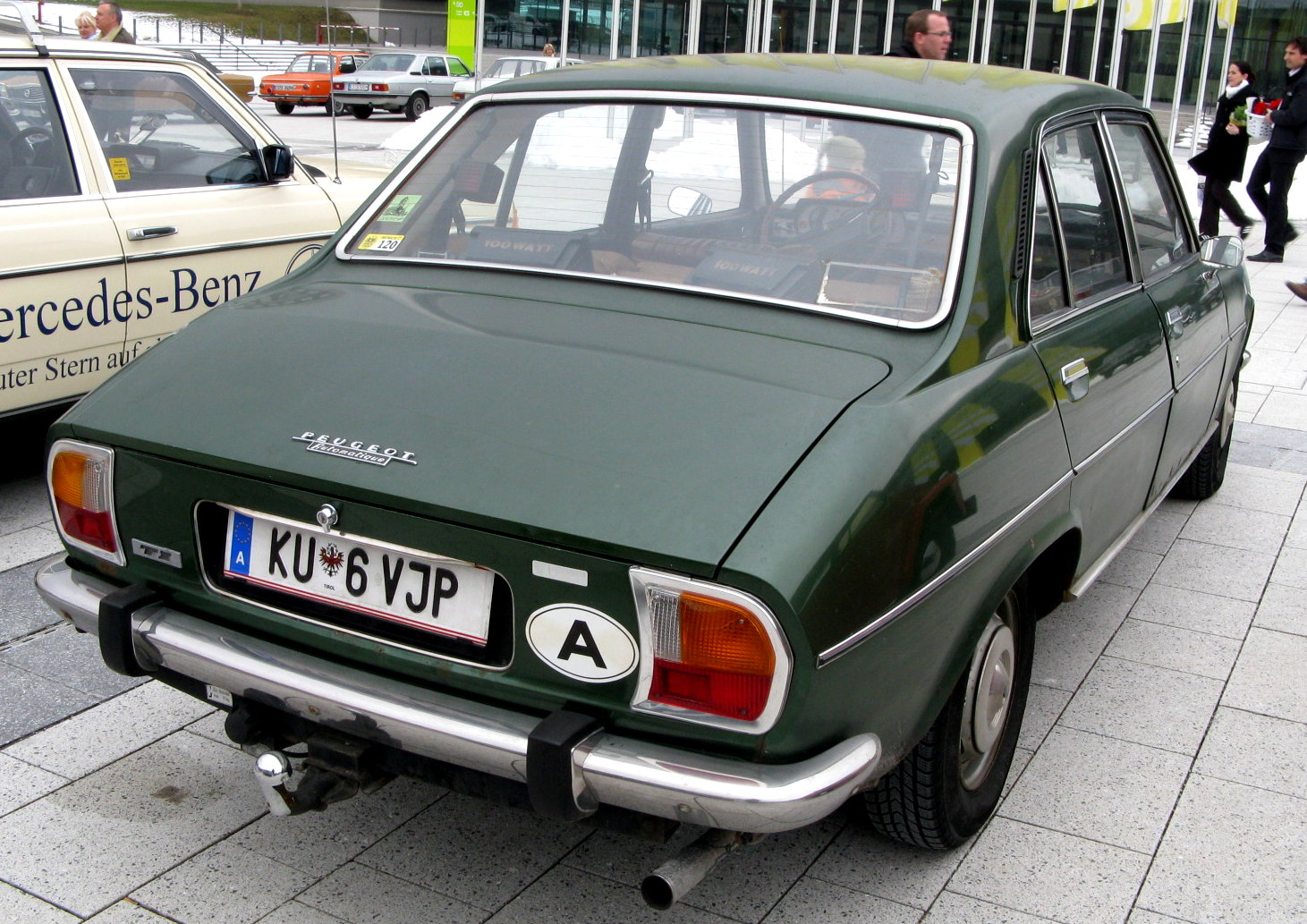
Heckansicht
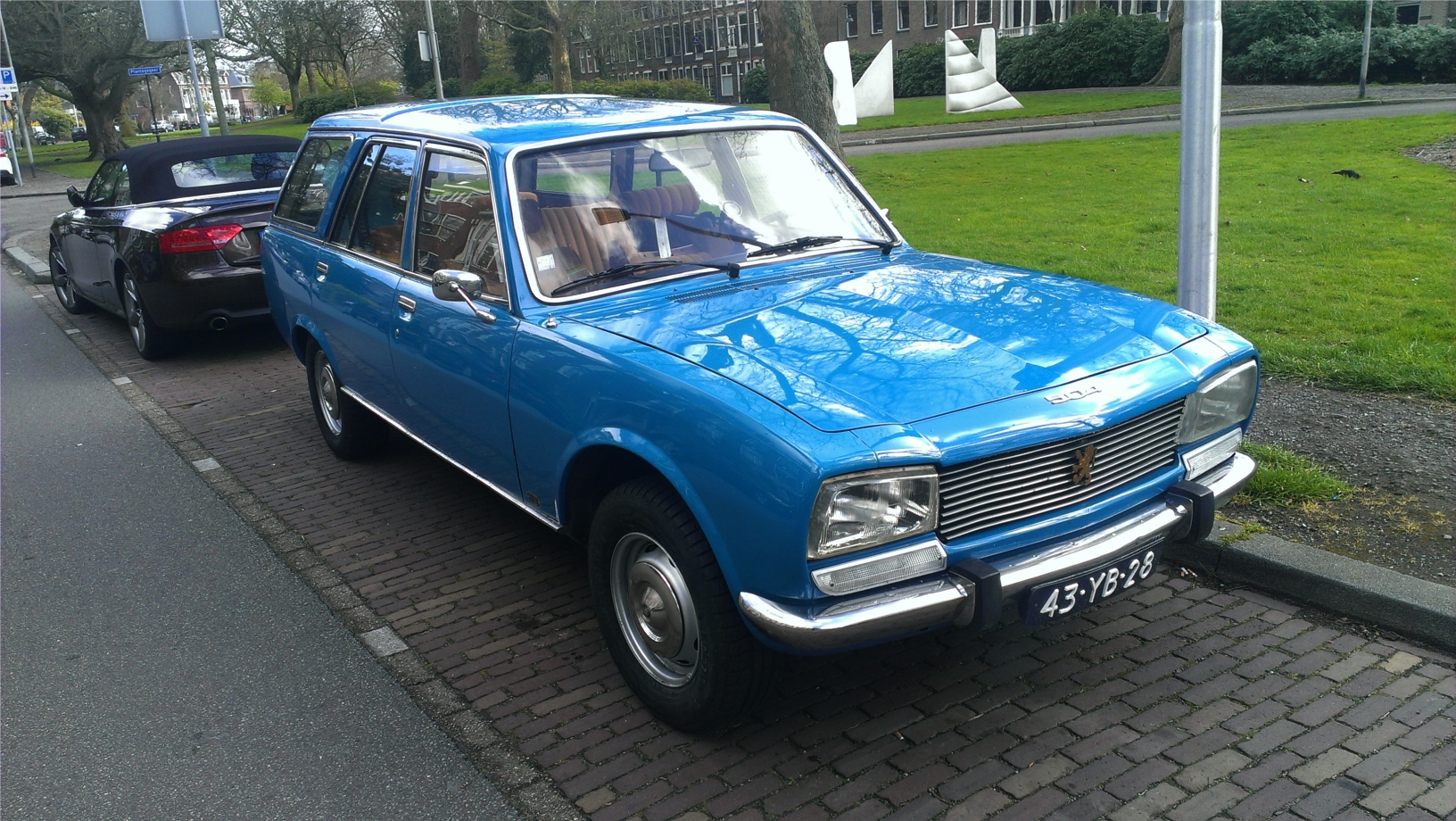
Peugeot 504 Familale (1975–1977)
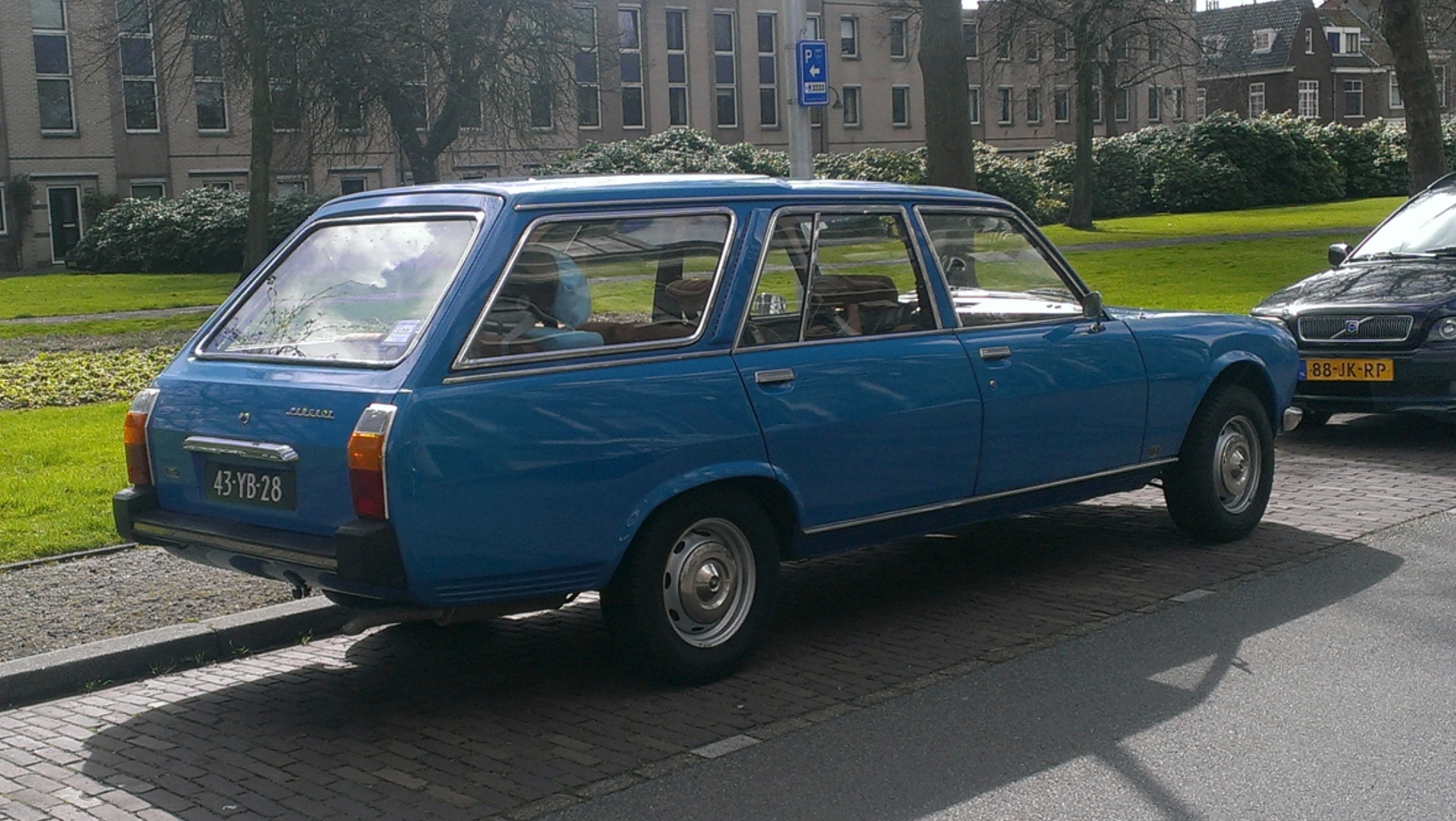
Heckansicht

Im September 1977 erhielten die Modelle einen schwarzen Kühlergrill aus Kunststoff statt des bisherigen Chromgitters.

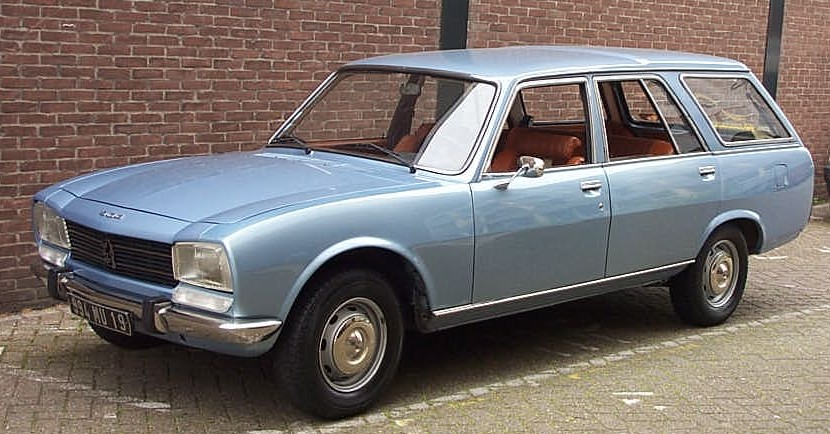
Peugeot 504 Break (1977–1979)
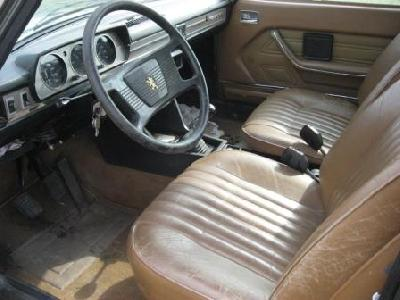
Blick in den Innenraum

Da im Mai 1979 der Nachfolger des 504 – der Peugeot 505 – auf den Markt kam, entfielen ab diesem Baujahr die Limousinen mit 2-Liter-Motor aus dem Modellangebot. Sie wurden durch die einfacheren Modellvarianten „GR“ und „SR“ ersetzt, die auf dem ebenfalls entfallenen „L“-Modell basierten. Bei den Linien „SR“ und „SRD“ gab es nun serienmäßige Seitenschutzleisten.

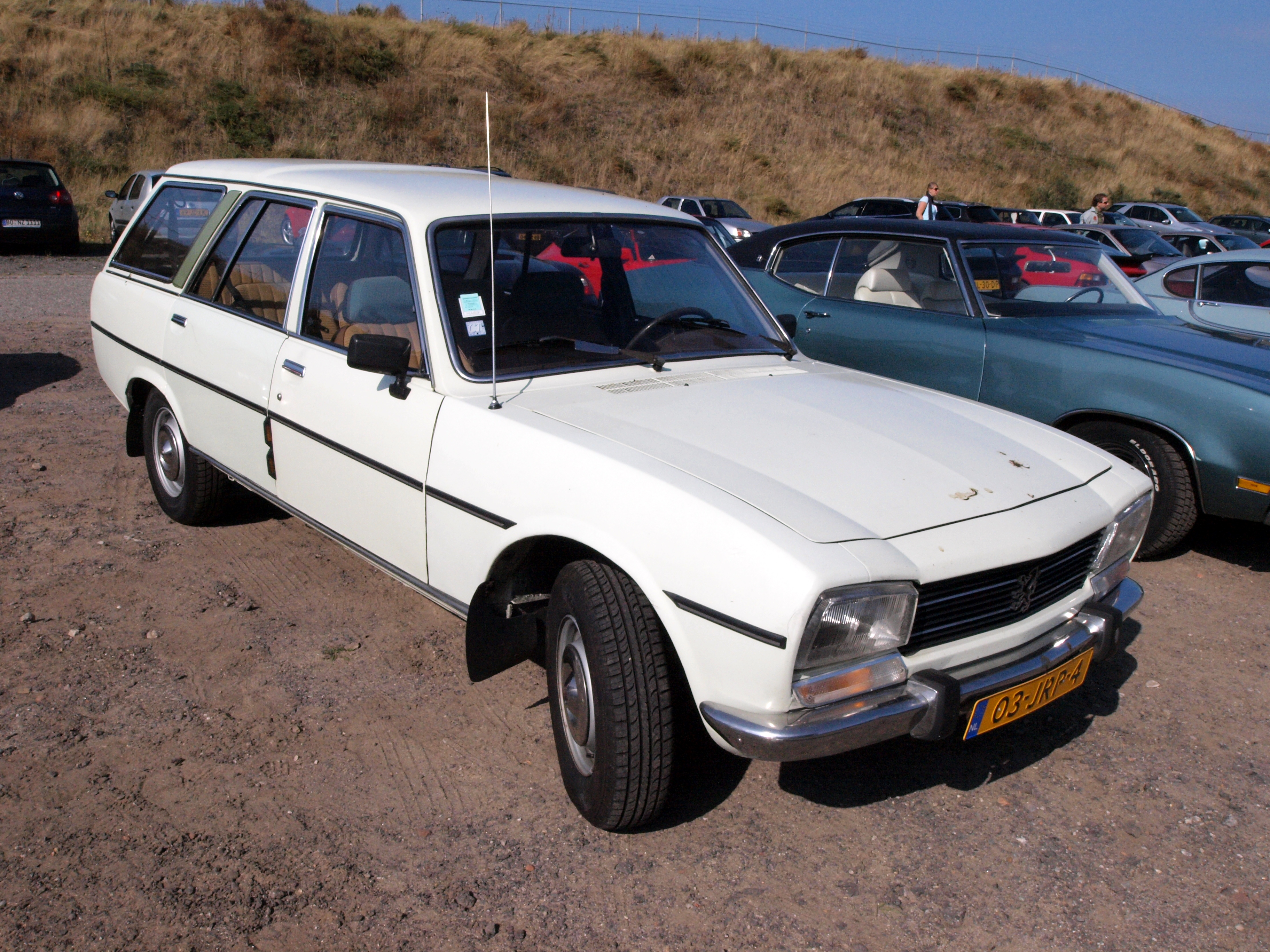
Peugeot 504 Familiale (1979–1983)
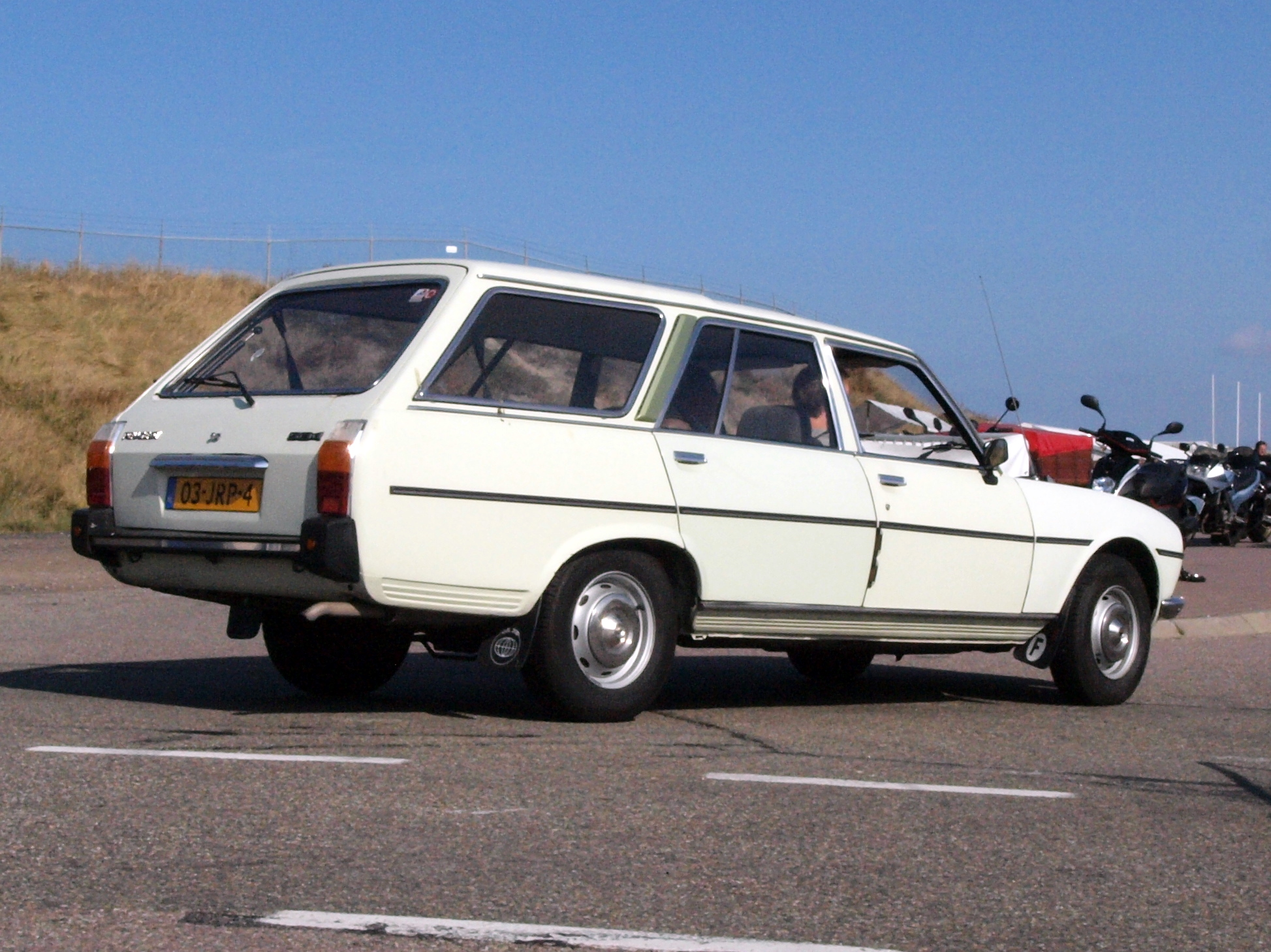
Heckansicht
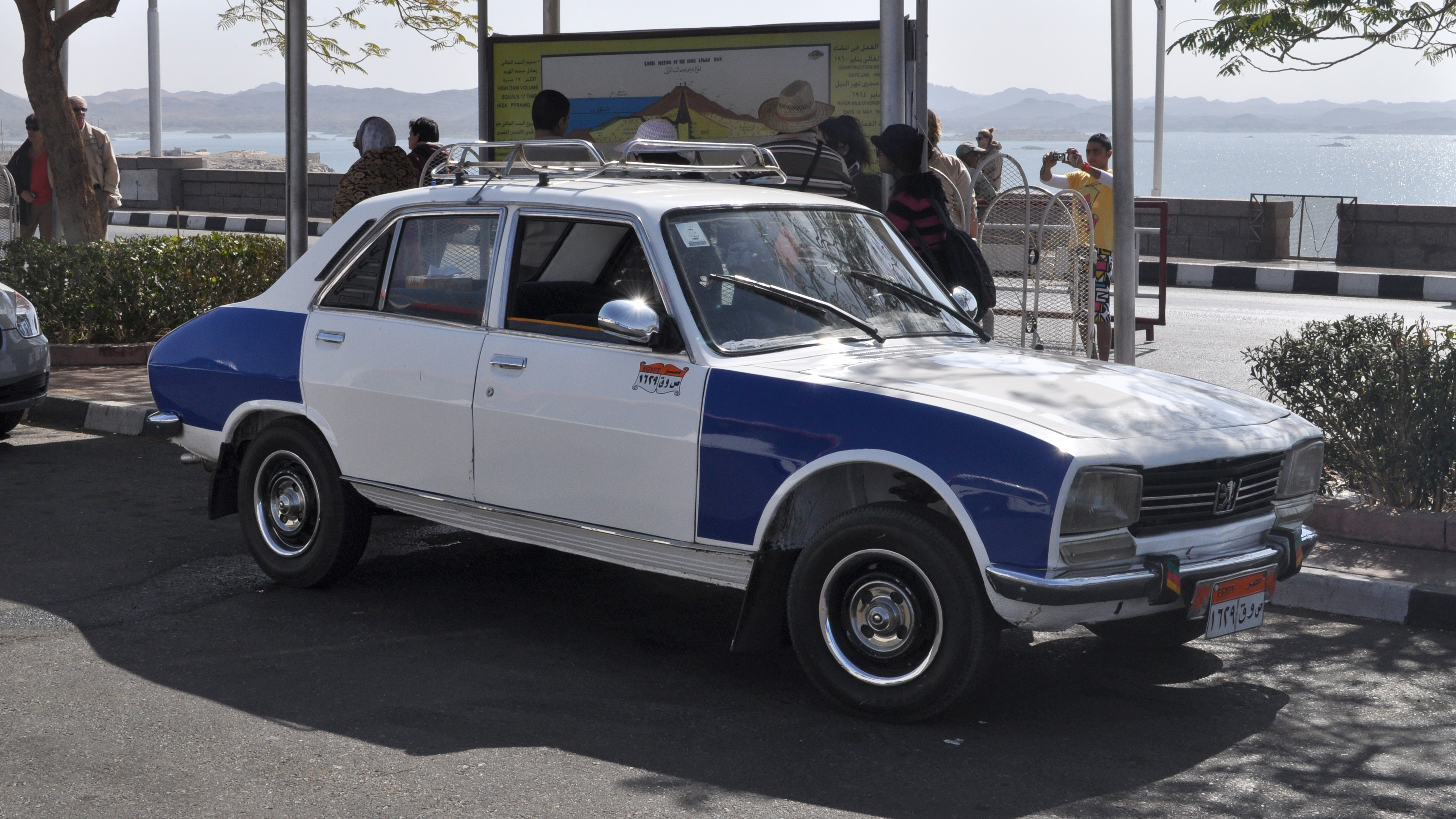
Peugeot 504 Taxi in Assuan, 2012

Die Limousinen wurden bis Ende 1981 und die Kombis bis Frühjahr 1982 in Deutschland verkauft, liefen aber bis Ende 1983 noch in Frankreich vom Band.
Der Peugeot 504 wurde – zuletzt in stark modifizierter Form – in zahlreichen Ländern gebaut. Dazu gehören Kenia, die Volksrepublik China, Argentinien, Nigeria, Sambia, Spanien, Südafrika, Tunesien, Uruguay und Simbabwe. Im Dezember 2005 lief in Nigeria nach einer Bauzeit von 37 Jahren der weltweit letzte Peugeot 504 vom Band. In Afrika waren und sind von jeher die Familiale-Modelle – auch gebrauchte Fahrzeuge aus Europa – äußerst begehrt und als Taxi weit verbreitet. So gehörte der Wagen beispielsweise in Kairo als Taxi-Version auch 2010 noch zum Straßenbild, das galt auch 2019 noch für Oberägypten, z. B. in Luxor.

### Coupé und Cabrio

#### Serienversionen
Peugeot arbeitet traditionell mit Pininfarina zusammen. Im Frühjahr 1969 erschien das 504 Coupé, aber nicht wie beim 204 und 304 mit dem Bug der Limousine und Schrägheck, sondern mit eigenständiger Karosserie, deren Front und Heck auch für das Cabriolet verwendet wurde.
Technische Basis war die bereits im September 1968 erschienene Limousine. Allerdings wurde der Radstand auf 2,55 m gekürzt. Coupé und Cabrio waren 4,36 m lang und 1,7 m breit. Die Höhe betrug 1,35 m beim Coupé und 1,36 m beim Cabrio.
Die Coupé- und Cabrio-Versionen des 504 wurden bis auf Antrieb und Fahrwerk im Pininfarina-Werk in Turin produziert. Von dort wurden die halbfertigen Fahrzeuge per Bahn nach Sochaux zur Endmontage transportiert, wo Motor, Getriebe und Fahrwerk ergänzt wurden.
Die elegant geschwungene Gürtellinie, die sanft abgerundeten Flächen und der lichte, pavillonartige Karosserieaufbau des Coupés führten dazu, dass die Zweitürer von ihrer Präsentation auf dem Genfer Auto-Salon im Frühjahr 1969 bis zu ihrem Produktionsende im Juni 1983 in ihrer Erscheinung zeitlos blieben. An der Frontpartie vermittelten vier Einzelscheinwerfer einen Hauch von sportlicher Aggressivität, dem Heck gaben Rückleuchten mit schrägstehenden Einzelelementen eine eigenwillige Gestalt. Die Coupé- und Cabriolet-Modelle erfuhren im Laufe ihrer über 14-jährigen Bauzeit fast ausschließlich an Front und Heck Design-Änderungen.
In technischer Hinsicht glichen die Zweitürer weitgehend der Limousine, sie wurden jedoch ausschließlich mit Einspritzmotor geliefert. Die 1796 cm³ großen Vierzylindermotoren leisteten zunächst 71 kW (97 PS), wenige Monate später dann 74 kW (101 PS), und ermöglichten bei einem Fahrzeugleergewicht von 1220 kg eine Höchstgeschwindigkeit von gut 170 km/h. Das 504 Coupé sowie das Cabrio präsentierten sich als gediegene, exklusive Reisewagen.
Sportlichkeit vermittelten die straffere Fahrwerksauslegung, eine breitere Spurweite, ein kurzer Radstand, ein Sportlenkrad und eine Knüppelschaltung. Im Innenraum des Cabrios dominierten anfangs schwarzes Plastik, Kunstleder und Gummiverkleidungen, während für Coupé-Kunden ein beispielsweise in Andalou-Rot lackiertes Fahrzeug in Verbindung mit beigen Velours-Polstern, schwarzen Türverkleidungen und Sonnenblenden sowie einer beigen Dachverkleidung, einer schwarzen Hutablage und beigefarbenen Plüschteppichen erhältlich war.
Der ab Herbst 1970 auf zwei Liter Hubraum vergrößerte Motor erzeugte zwar nur drei Pferdestärken mehr Leistung, hatte dafür aber ein beträchtlich gesteigertes Drehmoment, das besonders gut mit der nun erhältlichen Dreistufenautomatik von ZF harmonierte. Ein Drehzahlmesser verdrängte die Uhr aus dem schwarz statt silbern lackierten Instrumententräger in die Mitte des Armaturenbretts.

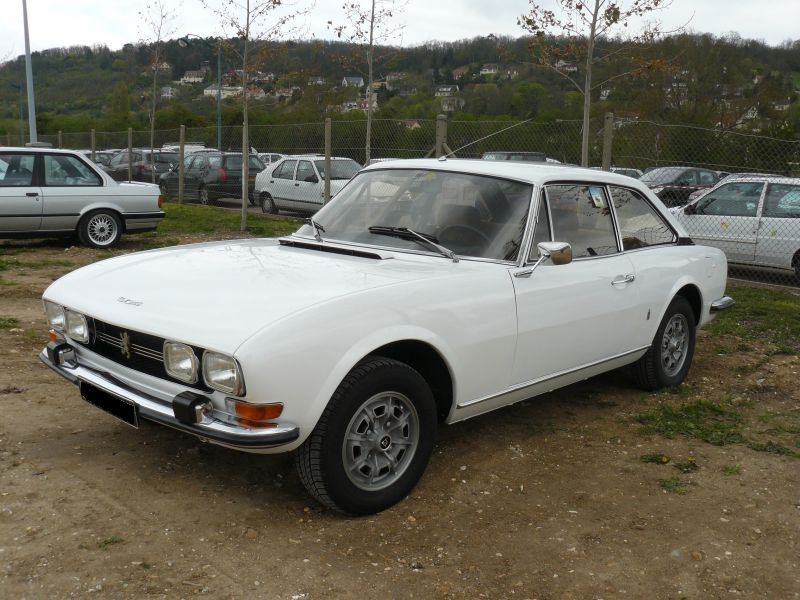
Peugeot 504 Coupé (1969–1974)
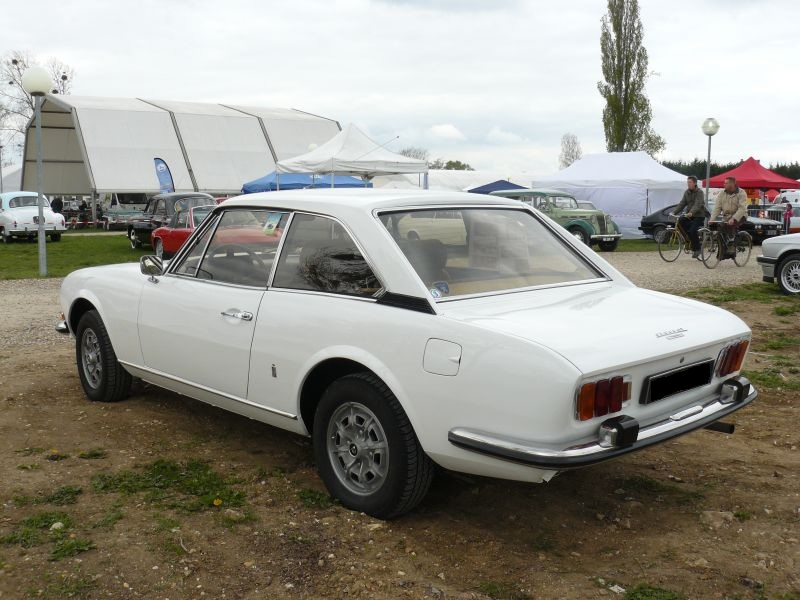
Heckansicht
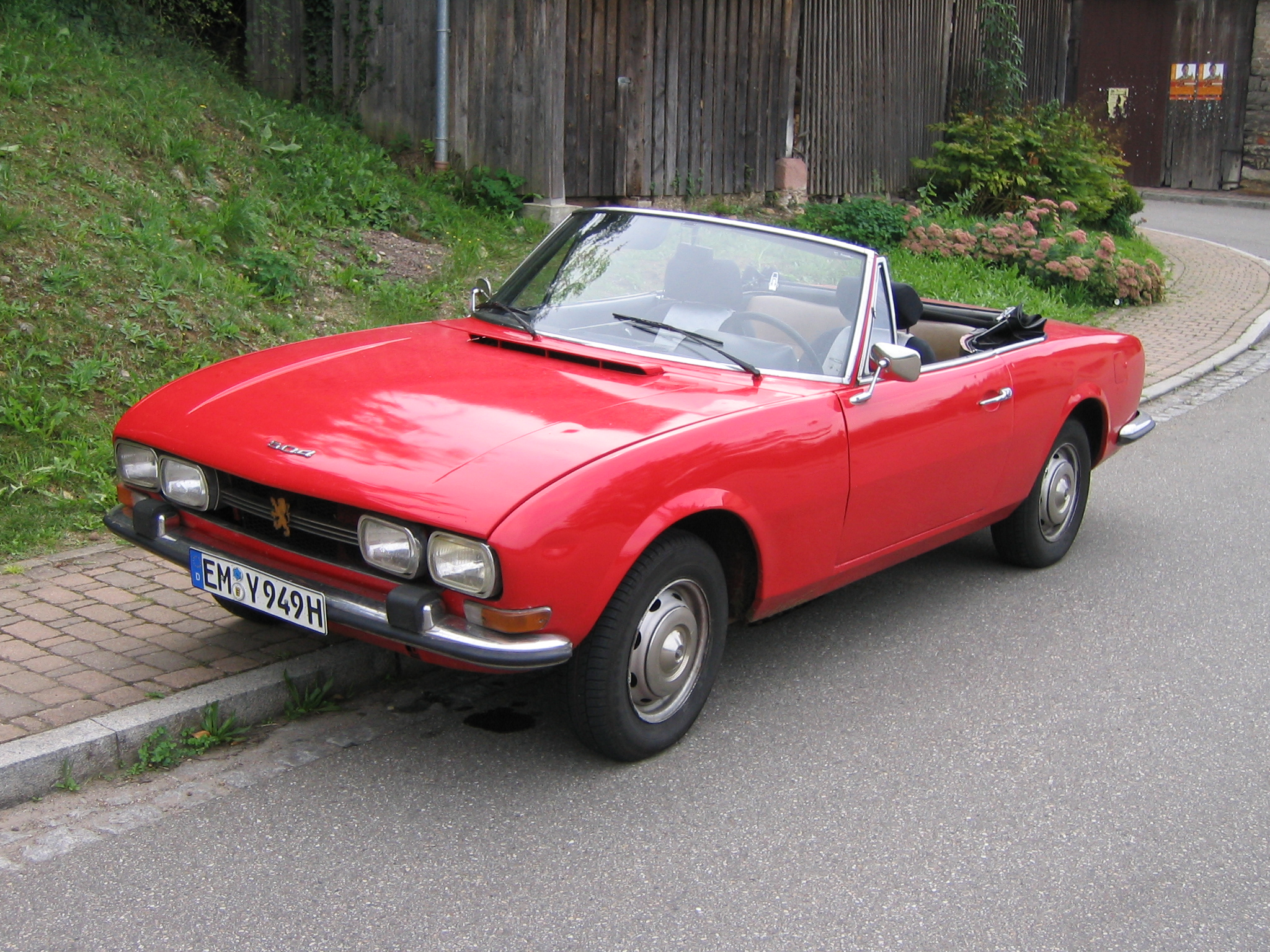
Peugeot 504 Cabrio (1969–1974)

Drei Jahre später wurde der gemeinsam von Peugeot, Renault und Volvo entwickelte neue 2664-cm³-V6-PRV-Motor vorgestellt, der in den jeweiligen Spitzenmodellen Peugeot 604, Renault 30 und Volvo 264 verwendet wurde. Zur Verbesserung von Image und Fahrleistungen wurde er ab Herbst 1974 gleichzeitig mit der Vorstellung im Peugeot 604 auch in den überarbeiteten Coupé- und Cabrio-Versionen des 504 eingebaut.
Der ursprünglich als Achtzylindermotor konzipierte Vergaser-Motor mit Leichtmetall-Motorblock hatte eine erstmals in einem Serienautomobil verwendete kontaktlose elektronische Zündanlage (Schlumberger Altronic), obenliegende Nockenwellen und gehörte wegen seines Zylinderbankwinkels von 90° nicht zu den besonders laufruhigen Sechszylindern. Innenbelüftete Scheibenbremsen vorn, eine Servolenkung und der von 56 auf 84 Liter vergrößerte Tank waren weitere Neuerungen. Äußerlich war der 504 an versenkten Türgriffen, neuen Rädern und einem geänderten Kühlergrill zu erkennen, vor allem aber an neugestalteten Leuchteinheiten über den geringfügig modifizierten Stoßstangen. Die Doppelscheinwerfereinheiten waren nun jeweils hinter einer Glasverkleidung zusammengefasst und die großflächigen Rückleuchten waren rechteckig. Das Heck war jetzt durch einen Doppelauspuff gekennzeichnet. Innen wurden Dreipunkt-Automatik-Gurte, Kopfstützen und eine nun wieder silberfarben gehaltene Instrumentenblende eingebaut. Das Angebot der Farbpalette war von vier auf sechs Lackierungen ausgeweitet worden: Arosa-Weiß, Rauchgrau-, Silberblau-, Mahagoni-Metallic, Tulpengelb (nur Cabrio), Silbergrau-Metallic (nur für das Coupé) oder auf Sonderwunsch Schwarz. Das Coupe gab es auch mit einem Automatikgetriebe aus der Fabrikation des General-Motors-Getriebewerks in Straßburg.
Ab Herbst 1977 wurden Coupé und Cabrio wieder mit dem altbekannten Zweiliter-Motor mit Einrohrauspuff ausgerüstet. Die Leistung war auf 78 kW (106 PS) gesteigert, hinzu kam ein 56-Liter-Tank, ein Vierganggetriebe oder ZF-Automatik. Das Coupé gab es weiterhin auch mit Sechszylinder-Motor, jetzt jedoch mit einer K-Jetronic-Benzin-Einspritzanlage von Bosch und 106 kW (144 PS) in Verbindung mit der GM-Dreistufenautomatik oder einem neuen Fünfganggetriebe.

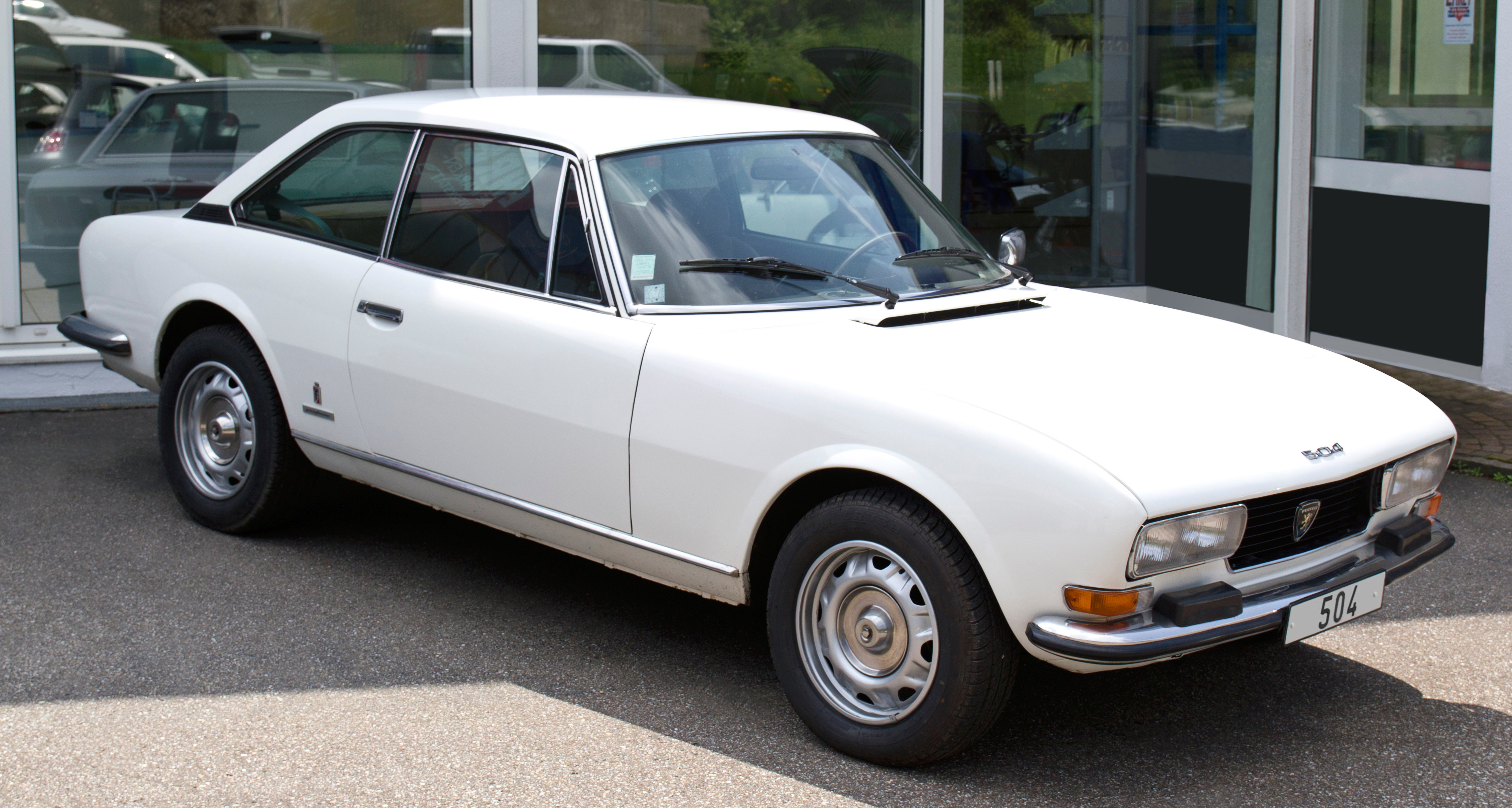
Peugeot 504 Coupé (1974–1979)
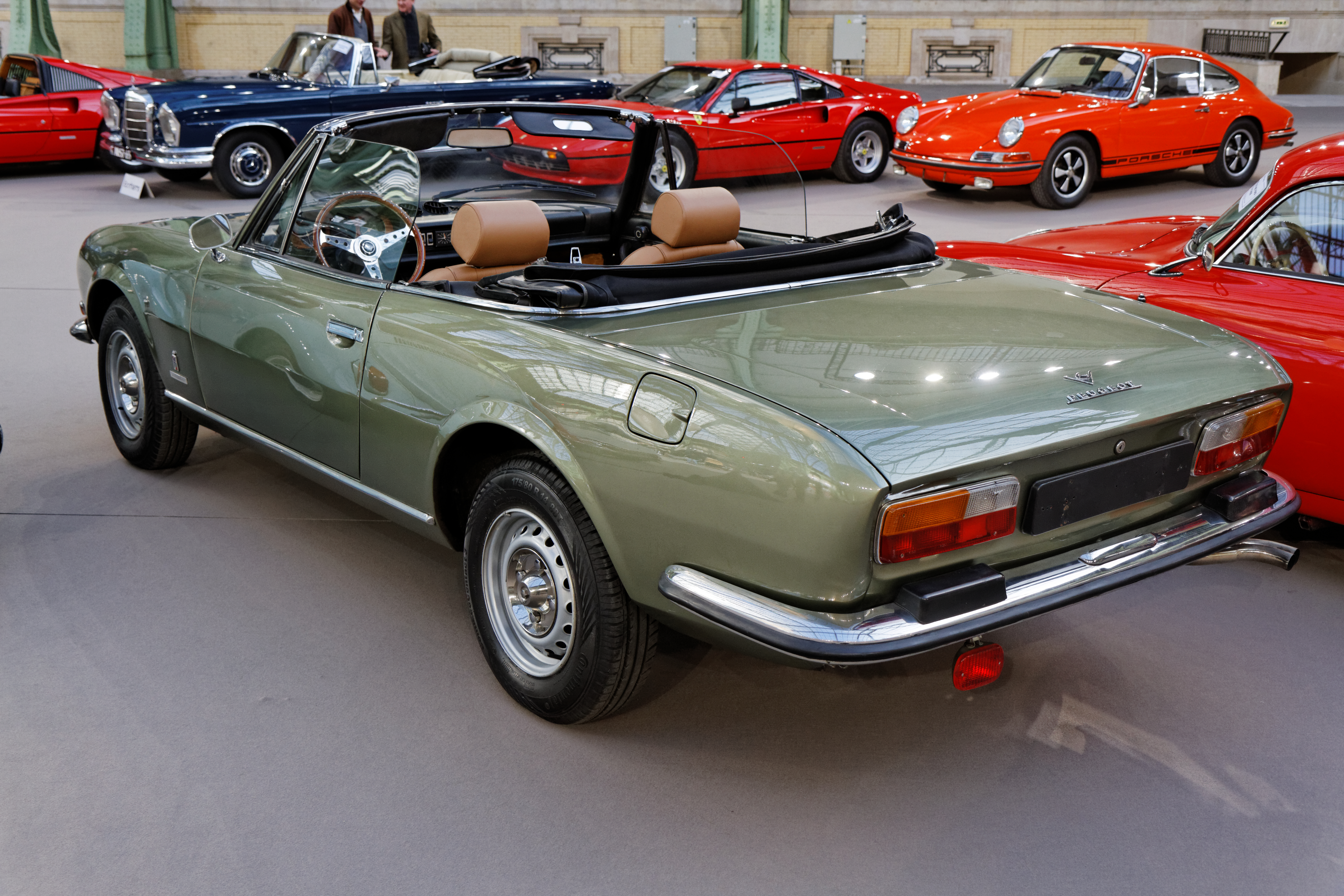
Peugeot 504 V6 Cabrio (1974–1977)
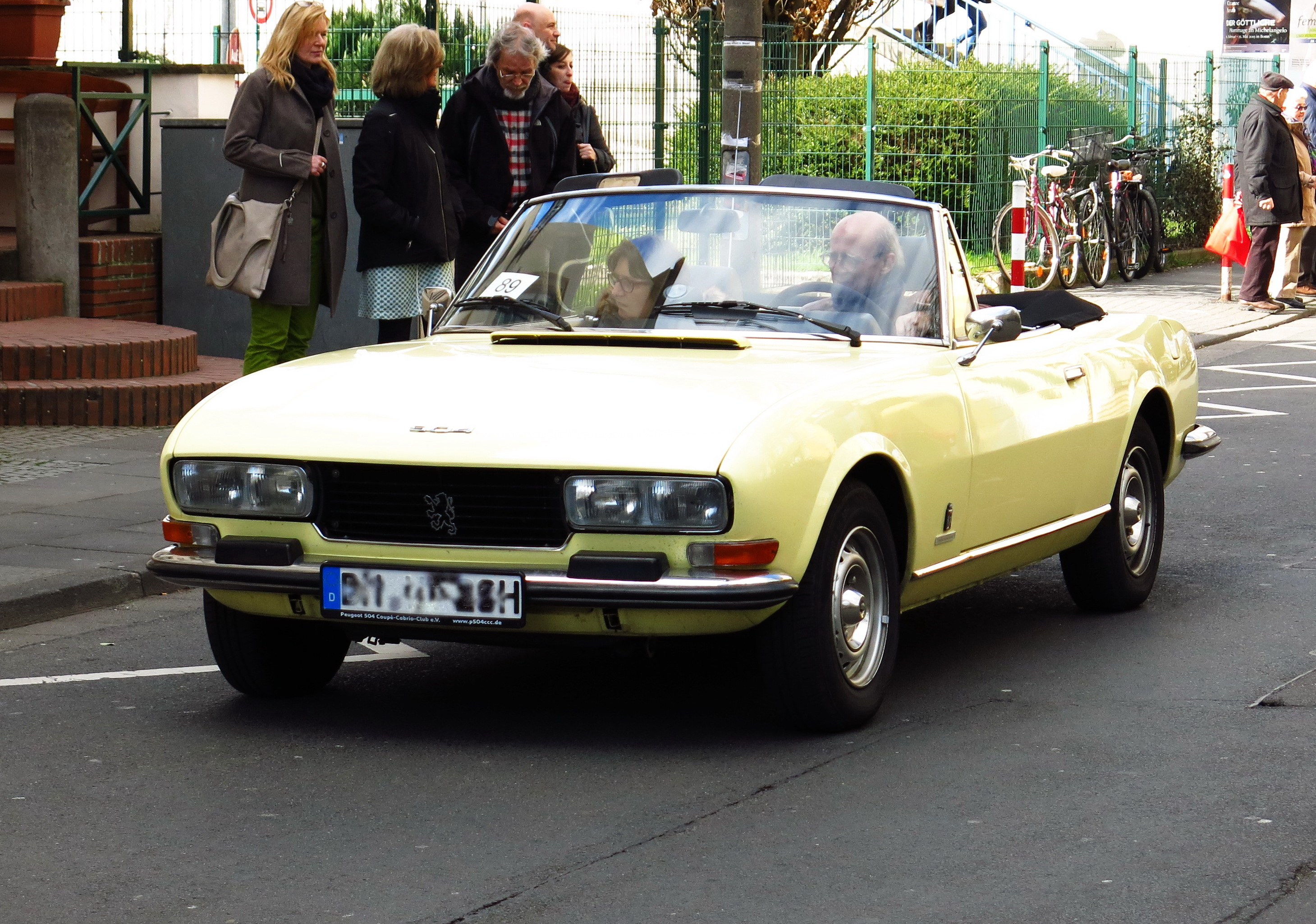
Ein 504 Cabrio beim Oldtimertreffen Beuel Classics (2015)
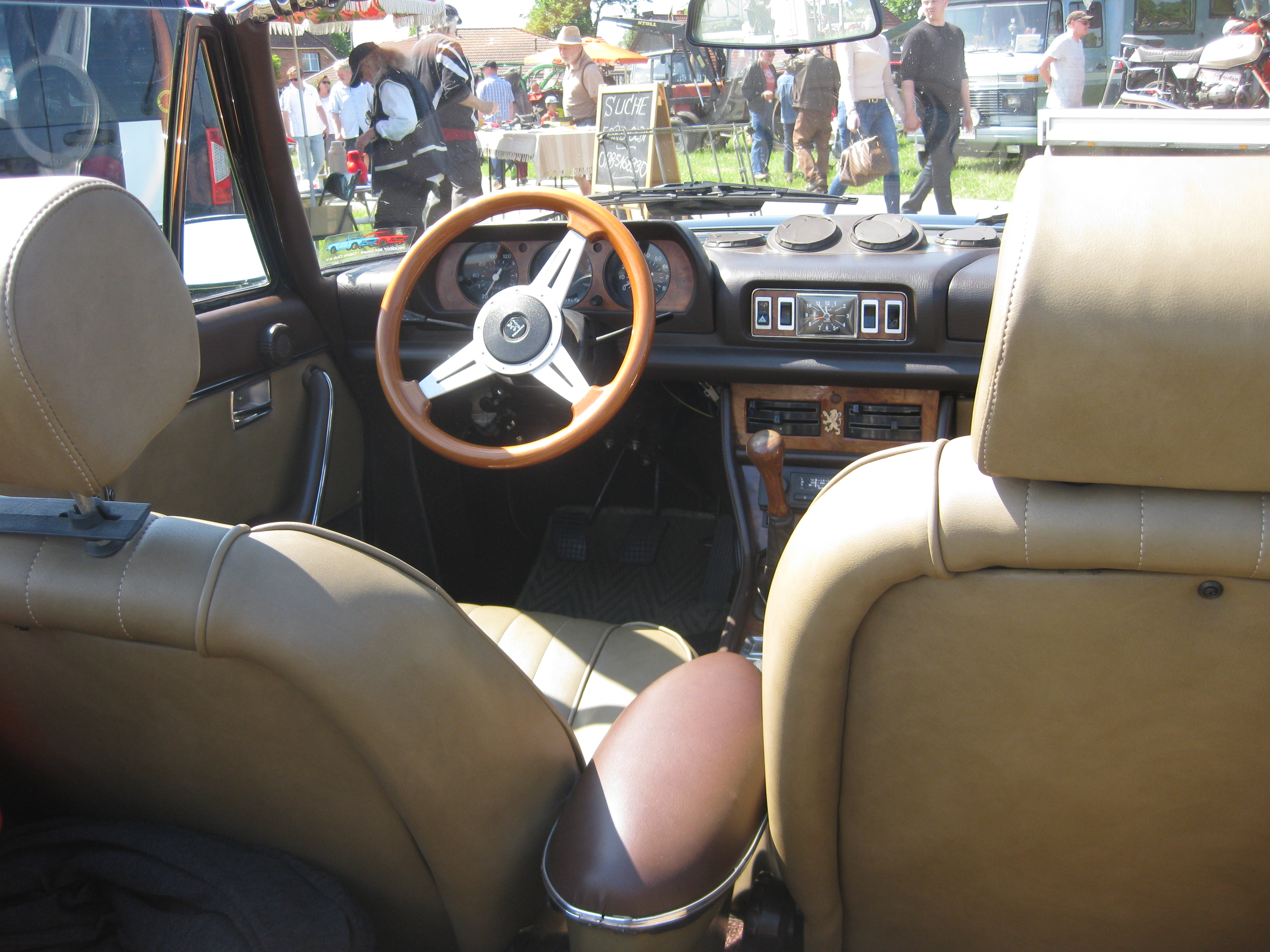
Individualisiertes Cockpit eines Cabrios (1981)

Äußerlich kennzeichneten den Jahrgang 1979 nur geringfügige Unterschiede, etwa Michelin-TRX-Reifen auf Stahlrädern beim V6-Coupé, ein neues Lenkrad oder die nach außen gewölbte Motorhaube. Breite Kunststoff-Stoßstangen, die schwarz lackiert oder bei Metallic-Lackierungen in Wagenfarbe gehalten waren, ersetzten im Herbst 1979 die zierlicheren Vorgänger aus rostfreien Stahl. Für die Passagiere auf den Rücksitzen gab es nun ebenfalls Sicherheitsgurte; der Fahrer schaltete auch im Vierzylinder nun serienmäßig mit fünf Gangstufen, das Armaturenbrett war mit Holzfurnier verkleidet. Im Jahr darauf erhielt das V6-Coupé TRX-Reifen mit Leichtmetallrädern.
Ab Modelljahr 1982 lieferte Peugeot die Zweitürer mit einem Armaturenbrett mit fünf großen Instrumenten aus – ein Detail für eine von Pininfarina geplante Luxus-Version, das schließlich noch mit in die Serienfertigung einfloss. Die zweitürige Luxus-Version
wurde in nur drei Exemplaren gebaut.

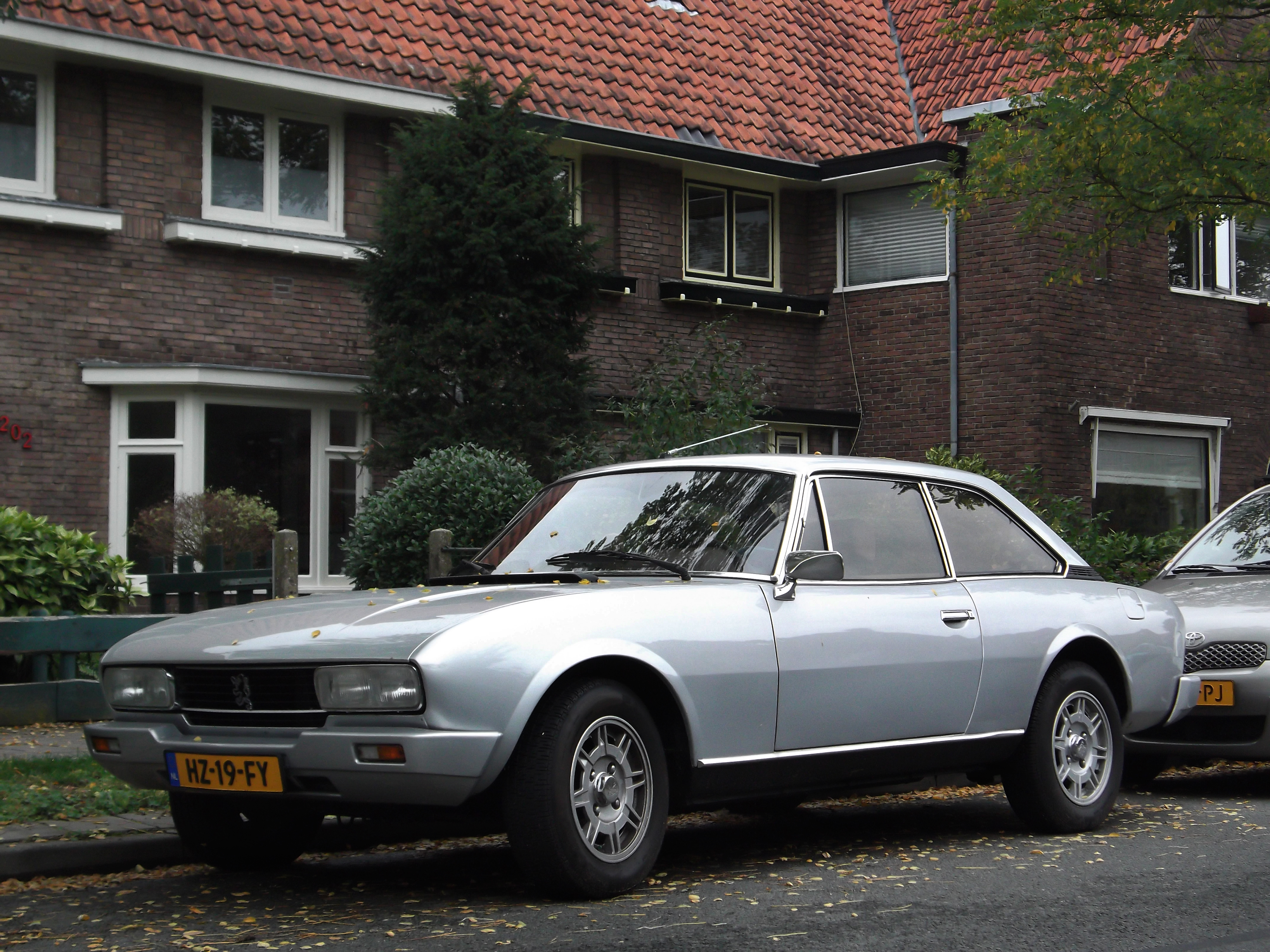
Peugeot 504 Coupé (1979–1983)

Mitte 1983 lief die Produktion der beiden Zweitürer aus. Die Coupé- und Cabrio-Ausführungen des 504 waren zu ihrer Zeit selten, heute sind sie rar. Viele Fahrzeuge wurden im Laufe der Zeit wegen Korrosion verschrottet.

#### Riviera
Im Oktober 1971 präsentierte Pininfarina auf dem 58. Pariser Autosalon die Studie eines dreitürigen Kombicoupés auf Basis des 504 Coupés unter der Bezeichnung „Peugeot Break Riviera“. Die Studie war bis ins Detail fertig entwickelt, zu einer Serienfertigung kam es jedoch nie. Der einzige Prototyp wurde zuletzt im Mai 1972 auf dem Autosalon in Barcelona gezeigt und gilt seitdem als verschollen.

### Pick-up und Fahrgestell mit Fahrerhaus
Als leichtes Nutzfahrzeug bot Peugeot ab Ende 1979 – wie schon im Fall des 404 – eine Pick-up-Version des 504 an. Sie wurde häufig in ländlichen Regionen Frankreichs, aber auch in Afrika genutzt. In Afrika sind die Fahrzeuge noch immer Teil des Straßenbildes. Der Pick-up wurde auch als Wohnmobil mit abnehmbarem Wohnaufbau angeboten.
Auch als Fahrgestell mit Fahrerhaus wurde der 504 angeboten. Zu den möglichen Aufbauvarianten gehörten ein Pritschenwagen mit herabklappbaren Seitenwänden, ein Kipper (Heck- und Dreiseitenkipper), ein abnehmbarer Kofferaufbau und ein Kastenwagen.
Ein Lizenznachbau des Pick-Up in zwei- und in viertüriger Version (letztere mit verkürzter Ladefläche) entstand bis 1997 beim chinesischen Unternehmen Guangzhou Peugeot Automobile Company. Dort war die Modellserie des 504 unter der Bezeichnung Guangzhou-Peugeot GP 7200 bekannt.

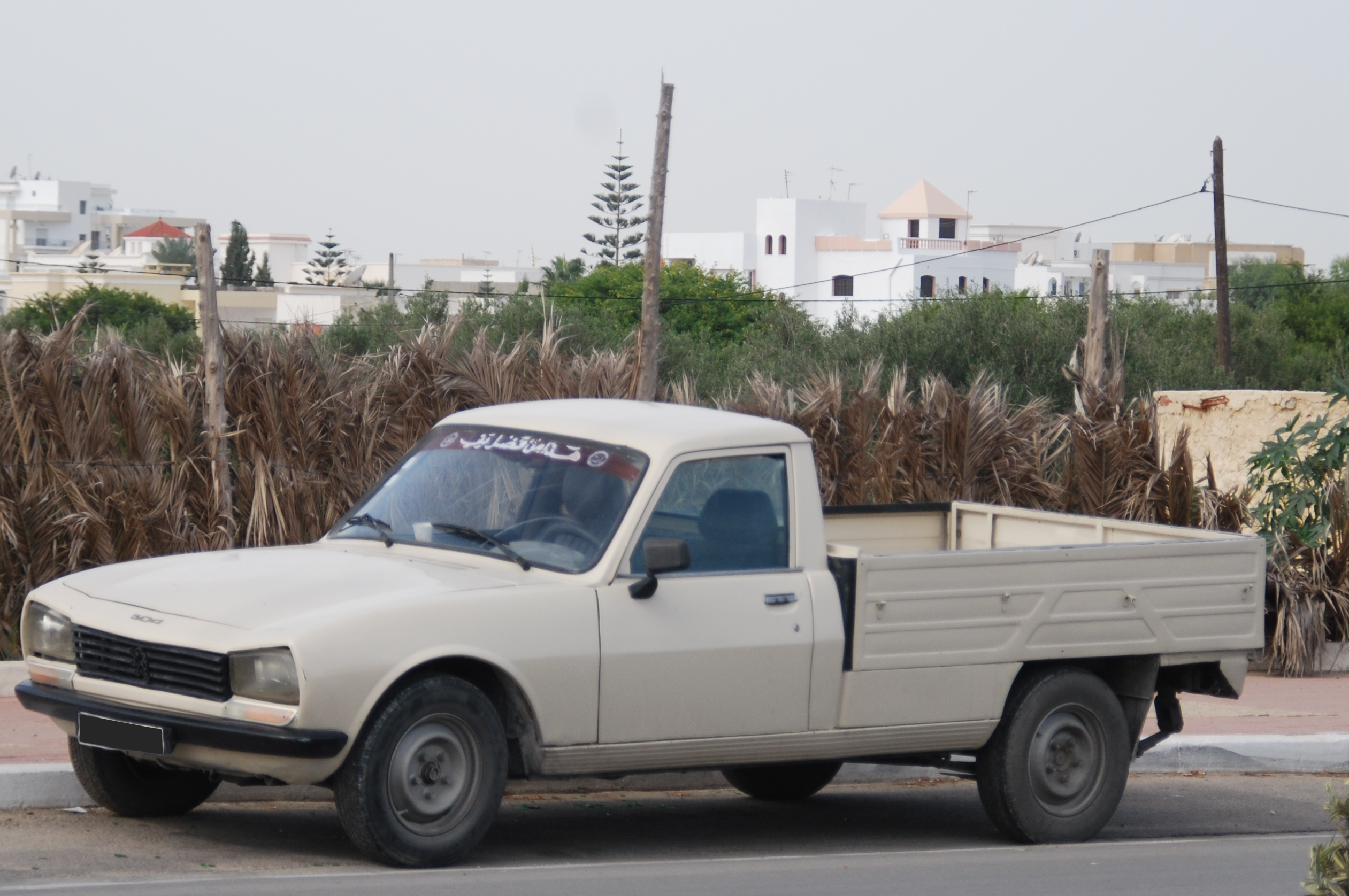
Peugeot 504 Pick-up (1979–1993)
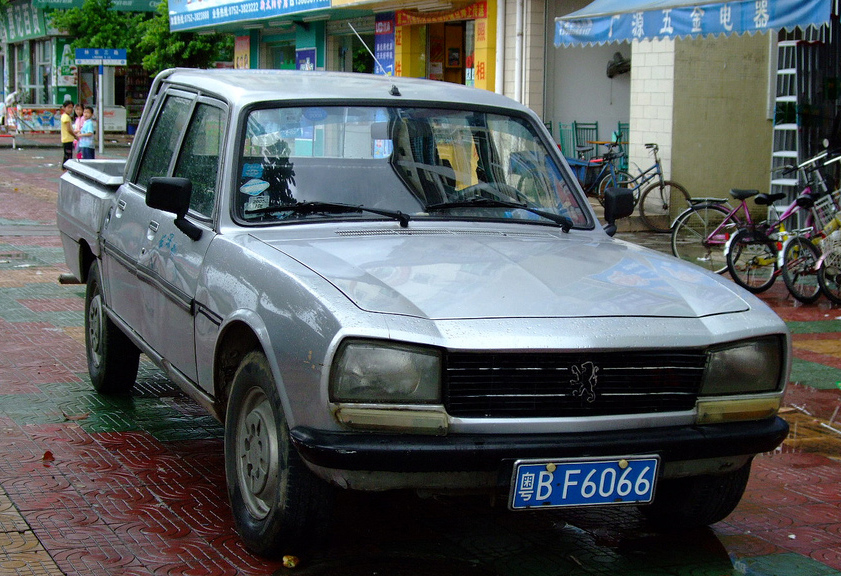
Der chinesische Guangzhou-Peugeot GP 7200 Pick-up mit Doppelkabine.

#### Campingkabinen für den Pick-up
1979 baute der Reisemobilhersteller Bimobil erste absetzbare Campingkabinen für den 504 Pick-up. Der Boden basierte auf einem Gitterrohrrahmen, Aluminiumschienen (links und rechts) und einer Platte aus glasfaserverstärktem Kunststoff, die restliche Kabine aus Aluminiumprofilen. Isoliert wurde die Kabine gegenüber der Umwelt mit einer 25 Millimeter dicken Dämmschicht, gegenüber dem Boden wurde eine 50 Millimeter dicke Dämmschicht aus geschlossenporigem Schaum verwendet. Die Masse des Zusatzaufbaus betrug 450 Kilogramm. Im Innenausbau gab es ein Alkovenbett, eine Küche, einen Waschraum, eine Vierersitzgruppe, eine Heizung und Schränke. Peugeot selbst bestellte 20 Einheiten, die an ausgewählte Händler verteilt wurden. Die produzierte Gesamtstückzahl liegt bei etwa 300 Stück, von denen 20 ohne ausfahrbare Stützen bestellt wurden. Der Neupreis der Kabinen betrug 11.000 DM.

### Dangel 4×4
Ab September 1980 bot Peugeot auch allradgetriebene Versionen des Break an, die Pick-up-Modelle folgten im Juli 1981.
Die Fahrzeuge wurden von Automobiles Dangel auf der Basis von Serienfahrzeugen hergestellt und von Peugeot offiziell vertrieben. Hauptabnehmer der 5500 produzierten Fahrzeuge waren französische Behörden und Entwicklungshilfeorganisationen, die soweit möglich einheimische Produkte kaufen mussten.
Im Januar 1994 lief der letzte Pick-up vom Band.

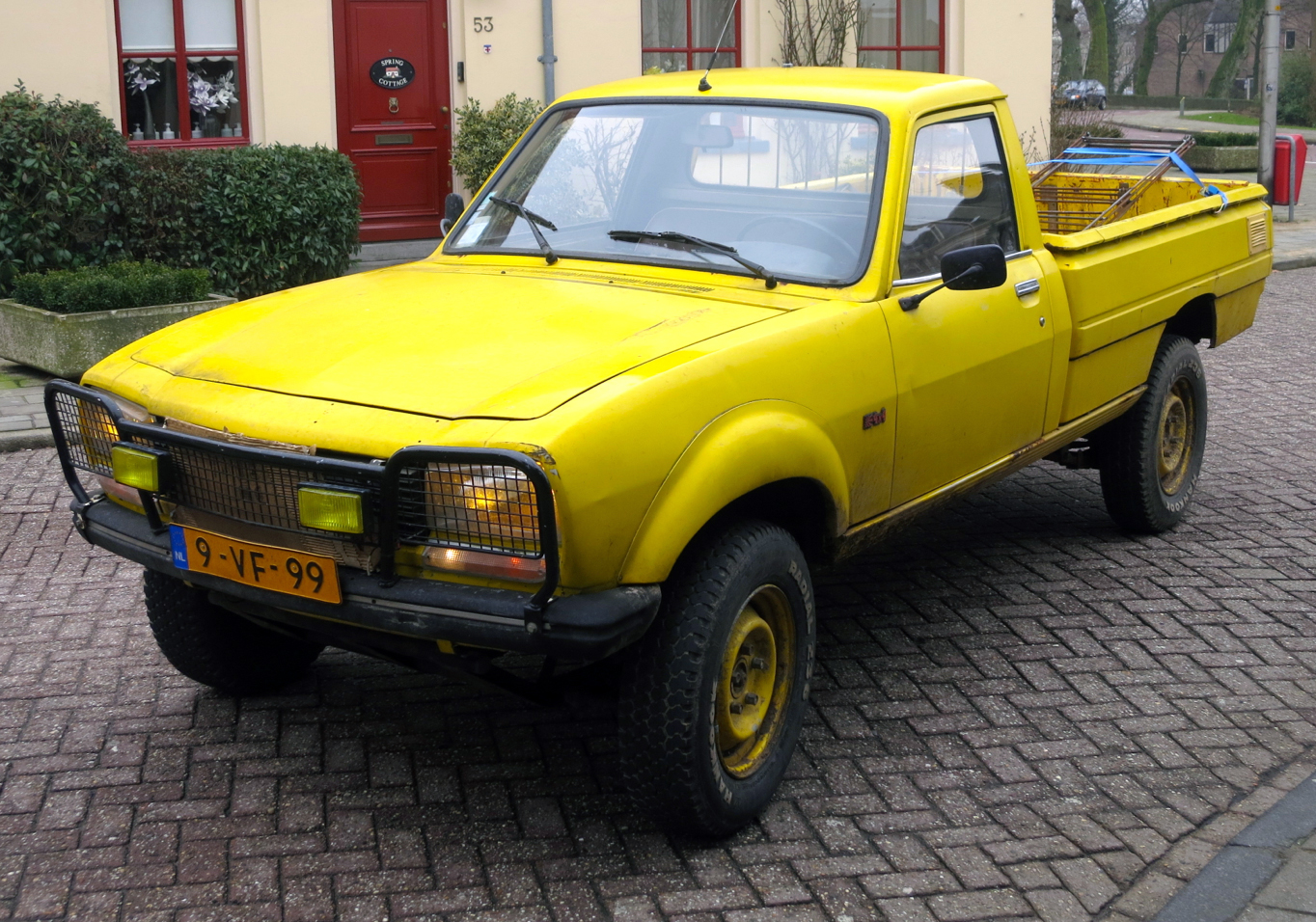
Peugeot 504 Pick-up 4×4 Dangel (1981–1994)

## Produktionszahlen Peugeot 504
Gesamtproduktion 3.714.299 Fahrzeuge von 1968 bis 2000 (Werke Weltweit) CKD (Completely Knocked Down) Angaben für Argentinien (RA) zur Information. Die Stückzahlen sind in den Produktionszahlen Peugeot 504 Frankreich beinhaltet. CKD Standorte waren Argentinien (69–98), Nigeria (bis 2005), Kenia (bis 2001), Australien (69–84). Von den 4.310 Dangel 4x4 sind 1.142 Break und 3.168 Pickup von 1981 bis 1985 produziert worden.
| Jahr        | 1968   | 1969    | 1970    | 1971    | 1972    | 1973    | 1974    | 1975    | 1976    | 1977    |
| ----------- | ------ | ------- | ------- | ------- | ------- | ------- | ------- | ------- | ------- | ------- |
| Limousine   | 10.713 | 102.428 | 126.754 | 153.242 | 163.854 | 185.183 | 190.587 | 195.587 | 222.563 | 247.787 |
| Coupé       | -      | 1.135   | 2.564   | 3.531   | 4.058   | 4.058   | 1.992   | 2.265   | 968     | 1.226   |
| Cabrio      | -      | 800     | 1.114   | 1.268   | 992     | 719     | 465     | 378     | 242     | 340     |
| Kombi       | -      | -       | -       | 14.004  | 32.490  | 32.911  | 46.301  | 51.542  | 57.283  | 62.574  |
| Summe       | 10.713 | 104.363 | 130.132 | 172.045 | 201.394 | 222.871 | 239.345 | 249.772 | 281.056 | 311.927 |
| CKD Lim. RA | -      | 2.581   | 12.703  | 16.117  | 14.290  | 15.870  | 16.477  | 11.899  | 8.666   | 12.114  |

| Jahr         | 1978    | 1979    | 1980        | 1981        | 1982     | 1983    | 1984    | 1985    | 1986   |
| ------------ | ------- | ------- | ----------- | ----------- | -------- | ------- | ------- | ------- | ------ |
| Limousine    | 241.353 | 178.159 | 99.924      | 85.257      |          |         |         |         |        |
| Coupé        | 1.933   | 1.531   | 508         | 359         | 344      | -       | -       | -       | -      |
| Cabrio       | 463     | 422     | 273         | 247         | 462      | -       | -       | -       | -      |
| Kombi        | 69.340  | 71.098  | 52.383      | 45.967      |          |         |         |         |        |
| Pickup       | -       | 10.078  | ca. 14.000  | ca. 15.000  |          |         |         |         |        |
| Dangel 4x4   | -       | -       | -           | ca. 800     | ca. 1000 | ca. 900 | ca. 900 | ca. 700 | -      |
| Summe        | 313.089 | 261.288 | ca. 167.000 | ca. 147.000 |          |         |         |         |        |
| CKD Lim. RA  | 15.189  | 18.558  | 22.352      | 9.253       | 6.321    | 9.618   | 10.235  | 10.513  | 12.809 |
| CKD Kom. RA  | -       | -       | 659         | 437         | 548      | 286     | -       | -       | -      |
| CKD Pick. RA | -       | -       | -           | 669         | 1.294    | 1.540   | 2.091   | 2.607   | 3.805  |

| Jahr          | 1987 | 1988 | 1989 | 1990 | 1991 | 1992 | 1993 | bis 2000 | Summe     |
| ------------- | ---- | ---- | ---- | ---- | ---- | ---- | ---- | -------- | --------- |
| CKD Limousine |      |      |      |      |      |      |      |          | 2.658.434 |
| Coupé         | -    | -    | -    | -    | -    | -    | -    | -        | 26.472    |
| Cabrio        | -    | -    | -    | -    | -    | -    | -    | -        | 8.185     |
| Kombi         |      |      |      |      |      |      |      |          | 650.132   |
| CKD Pickup    |      |      |      |      |      |      |      |          | 370.996   |
| Dangel 4x4    | -    | -    | -    | -    | -    | -    | -    | -        | 4.310     |